# Relations entre l'Inde et la République centrafricaine
Les relations entre l'Inde et la République centrafricaine sont les relations bilatérales de la république de l'Inde et de la République centrafricaine (RCA). L'ambassade de l'Inde à Kinshasa, en République démocratique du Congo, est simultanément accréditée en RCA. L'Inde dispose également d'un consulat général honoraire à Bangui,. La RCA n'a pas de mission diplomatique en Inde.

## Histoire
La République centrafricaine et l'Inde ont signé un accord pour la tenue de consultations entre les deux ministères des affaires étrangères le 3 septembre 2010, et la première de ces consultations a eu lieu le 17 janvier 2011 à Bangui. Rajinder Bhagat, secrétaire d'État adjoint au ministère indien des affaires extérieures, a dirigé la délégation indienne, tandis que le ministre général des affaires étrangères, Antoine Gambi, a dirigé la partie centrafricaine.
Le ministre centrafricain des petites et moyennes entreprises, le vice-ministre des finances et le conseiller du président de la RCA se sont rendus en Inde en mars 2010 pour participer au 6e conclave de la CII-EXIM Bank. Le ministre des affaires étrangères, le lieutenant général Antoine Gambi, a participé à la conférence des ministres des affaires étrangères à New Delhi en février 2011. Gambi s'est rendu à nouveau en Inde en février 2011, en compagnie du ministre de la planification économique et de la coopération internationale Sylvain Maliko, du ministre de l'énergie Jean Chrysostome Mekonndongo et du ministre des communications Michel Koyt pour participer au 7e conclave de la CII-EXIM Bank pour le projet de partenariat Inde-Afrique à New Delhi en février-mars 2011,.
La RCA était le pays invité au 8e Conclave de la CII-EXIM Bank sur le partenariat du projet Inde Afrique à New Delhi en mars 2012. Le Premier ministre centrafricain Faustin-Archange Touadéra a conduit une délégation de haut niveau comprenant six ministres ainsi que des hauts fonctionnaires et des membres des chambres de commerce de la RCA ont assisté au conclave. S'adressant au conclave, Touadera a déclaré que sa nation était honorée d'être le pays invité, a reconnu les avantages des lignes de crédit fournies par l'Inde, et a invité les entreprises indiennes à s'impliquer davantage en Afrique. Le Premier ministre de la RCA a décrit l'influence croissante de l'Inde en Afrique comme « un nouveau vent d'est qui souffle sur notre continent ». M. Touadera a également rencontré le Premier ministre indien Manmohan Singh. Le gouvernement de la RCA a également invité l'Inde à investir dans le pays, notamment dans les routes, les chemins de fer, l'hydroélectricité et l'extraction d'uranium,.
Parfait Anicent Mbay, deuxième vice-premier ministre et ministre des affaires étrangères, de l'intégration africaine, des francophones et des centrafricains à l'étranger, s'est rendu à Delhi pour participer au 9e conclave de la CII-EXIM Bank pour le partenariat de projet Inde-Afrique en mars 2013. La déléguée de la RCA, Gaudeuille Nee Medou Juliene Desiree, a représenté le pays au troisième sommet du Forum Inde-Afrique à New Delhi en octobre 2015.